# Hilda Conkling

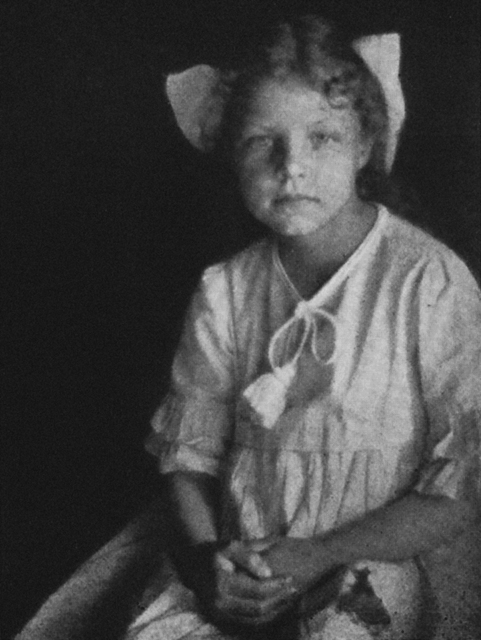
Hilda Conkling retratada em Poems by a Little Girl

Hilda Conkling (Condado de Greene, 1910 – Northampton, 1986) foi uma poetisa norte-americana conhecida por ter escrito a maior parte de seus poema durante a infância e adolescência.

## Biografia
Filha de Grace Hazard Conkling, uma poeta com méritos próprios e Professora Assistente de Inglês no Smith College, Northampton, Massachusetts, Hilda perdeu o pai quando tinha quatro anos de idade. Elsa, sua única irmã, era dois anos mais velha que ela.
Nascida no estado de Nova Iorque, Hilda é conhecida por ter escrito a maior parte de seus poemas ainda criança, entre as idades de quatro e catorze anos. Ela nunca os escrevia sozinha; eles surgiam em diálogos com sua mãe, a qual colocava as palavras de Hilda no papel durante ou depois das conversas. Quando escritos da memória, ela lia os versos para Hilda, que, então, corrigia qualquer divergência de suas palavras originais. Conforme cresceu, sua mãe parou de anotar seus poemas. Não se sabe se Hilda escreveu algum adulta.

## Obra
A maior parte da poesia de Hilda é focada na natureza; às vezes simplesmente descritiva, às vezes misturada com elementos de fantasia. Outros temas comuns são o amor por sua mãe, histórias e devaneios, e imagens ou livros que a agradavam. Esses temas se entrelaçam com frequência e ela constantemente faz uso da metáfora em suas descrições de plantas e animais.
Três coleções de sua poesia foram publicadas em vida: Poems by a Little Girl (1920, com prefácio de Amy Lowell), Shoes of the Wind (1922) e Silverhorn (1924). Seus poemas também foram incluídos nas antologias Silver Pennies (1925) e Sing a Song of Popcorn: Every Child's Book of Poems (1988). Antes de seu primeiro livro, Hilda foi publicada em várias revistas, incluindo Poetry: A Magazine of Verse, The Delineator, Good Housekeeping, The Lyric, St. Nicholas Magazine e Contemporary Verse.

## Influência na atualidade
Três poemas de Hilda: Evening, Moonsong e Water, foram usados como texto para uma peça de coral chamada de Three Nightsongs, pelo compositor norte-americano Joshua Shank.
Water, About My Dreams, Snow Capped Mountain e The White Cloud foram transformados em música pelo compositor norte-americano J. D. Frizzell.